# 日本新党
日本新党（にほんしんとう、英語: Japan New Party）は、かつて存在した日本の政党。略称は日本新、日新、JNP。細川護熙が1992年5月、既成の政治、行政を打破する構想を掲げて結成した。スローガンは、「責任ある変革」。
1993年7月の衆議院議員総選挙で35人が当選し、細川が非自民連立政権の首班となって政権交代を実現した。しかし、政治改革実現後の連立与党の分裂により、細川内閣は1994年4月に退陣し、同年12月に自由民主党・日本社会党・新党さきがけの自社さ連立政権（村山内閣）に対抗して旧連立与党（社会党、さきがけを除く）などが結成した新進党に参加したため、結党からわずか2年半で消滅した。
結党当初は現職の国会議員がおらず、国政の経験も、いわゆる三バン（ジバン＝後援会組織、カンバン＝知名度、カバン＝選挙資金）も無い新人議員が多かったこともあり、議員よりも党事務局が主導する体制であった。代表である細川の個人的な人脈と人気に頼った「個人商店」とも揶揄され、党の運営資金も細川が自宅や別荘等の私財を担保にした借金が主なものであった。
2017年現在、所属歴のある議員のうち首相や閣僚を経験した議員は約4割・15名にのぼる。新進党を経て民主党へ移籍し、党代表や閣僚に就く前原誠司・枝野幸男・野田佳彦、自民党に移籍し閣僚等に就く茂木敏充・遠藤利明・鴨下一郎、地方首長へ転出する小池百合子・中村時広・河村たかしらが所属していた。
立憲民主党元代表の枝野幸男や東京都知事の小池百合子など、日本新党で初当選を果たした議員は2025年現在もなお各方面で強い影響力を及ぼしている。

## 党史

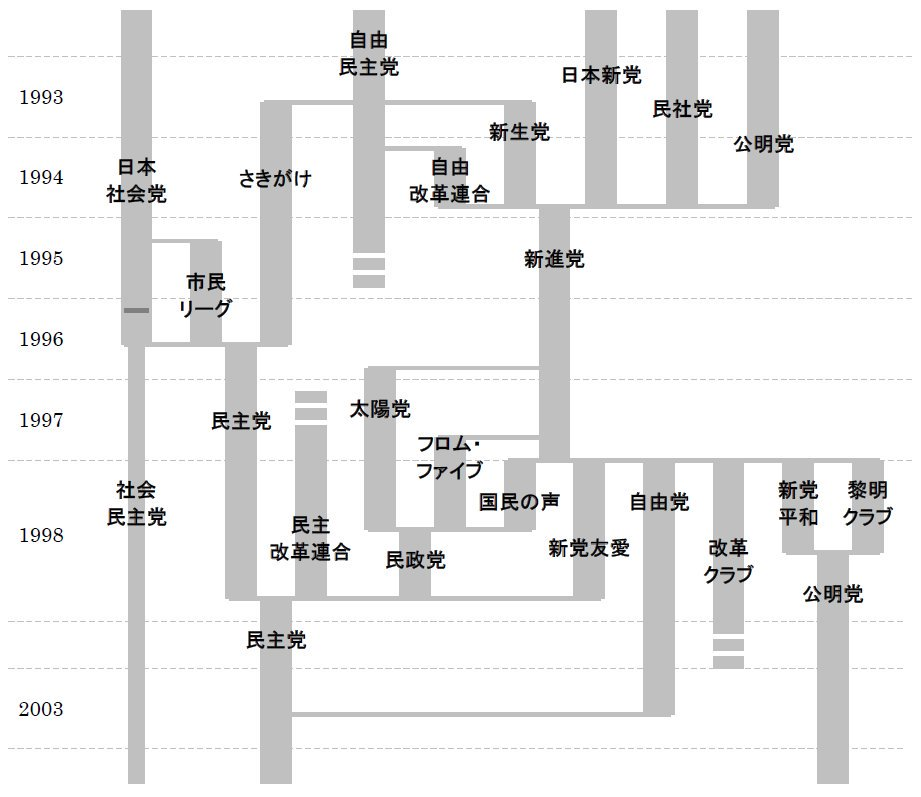
1990年代の政党の離合集散

### 結党
1992年5月7日、前熊本県知事の細川護熙は千代田区内幸町の日本プレスセンタービルで記者会見をした。「古ぼけた家を改築するのではなく、ブルドーザーで全部片付けて、新しい家を建てよう」と述べ、たった一人で会見し、一人で新党結成を宣言した。そして5月9日発売の『文藝春秋』6月号に、細川の理念をまとめた「『自由社会連合』結党宣言」が掲載される。55年体制下で停滞・固定化している既成の政治・行政を打破し、新しい政策を進めていく体制の実現のため、新党を結成する構想を掲げた。
｢基本目標｣は以下とされた。
1. 立法府主導体制の確立　(政治過程の浄化・透明化、行財政改革の徹底、内閣が行政府の最高機関として機能と責任を果たせるような仕組み創出)
2. 生活者主権の確立と選択の自由の拡大(過度の許認可等の政府規制を撤廃し、市場メカニズムとこれを適切に補完する地方および国の公共システムに委ねる、国民税負担を上限40%に抑える)、
3. 地方分権の徹底(国税と地方税につき、税はまず地方が徴収し、その一部を国税とすることで自治体財政の補助金依存構造を改革)
4. 異質・多様な文化の創造(多様、柔軟、分権、自由・自立を重んじる教育制度、教育行政への転換。多様な文化こそ、未来を拓く最も根元的な生命力であるという基本認識に立ち、国際社会に開かれた、風格ある文化国家建設)
5. 世界平和へのイニシアチブ(平和憲法の理想を高く掲げ、20世紀末までの核兵器・生物兵器・化学兵器の全廃と全面軍縮を目指す。日米欧三極安全保障と政治経済の協調を堅持しながら、アジア太平洋地域の経済協力を発展させ、世界の平和維持と地域紛争処理の国連活動に積極的に貢献)を示す

｢政策プログラム｣は以下であった。
1. 地球環境問題への貢献(官民合わせ環境保全費にGDP2%を目標に設定する)
2. 開放経済の促進(GATTウルグアイ・ラウンドの成功)
3. 平和外交の主導(核軍縮、PKO、防衛費のGDP比1%上限、専守防衛と非核三原則・武器輸出三原則の厳守)
4. 政治改革の断行(情報公開法の制定、政治過程の透明化、個人サービス合戦を抑えるために衆院選に中選挙区連記制を検討、電子投票、政党助成、企業献金廃止、政治資金報告義務強化、政治家・団体による株・土地投機禁止)
5. 行財政の改革(外交、防衛、天皇・皇室、貨幣マクロ経済計画、基本的人権・生命・健康維持、製品サービスの全国的基準・規格制定、国勢調査など全国統計、国政選挙、国税を除き原則地方自治体や民間に権限と財源移管、できる限り公的年金に過度の依存をなくす。食糧生産の過剰介入を排する。中央政府は土地用途規制や大都市農地など遊休地に課税強化)
6. 21世紀のための教育革命(教育の地方分権、学校選択の自由、教師選択の自由、教科書検定制度廃止、カリキュラム編成・学部学科編成・学校設置基準・教員資格・学校収容定員などの過剰規制の見直し、旧帝国大学は大学院大学にする。国立大学は公立または私立に移管し地域密着。大学に学外有識者を入れ、自己点検・評価制度導入、教育・文化施設の積極的対外開放)

ブレーンの一人が同じ熊本出身で元共同通信論説委員長の内田健三だった。内田家は代々熊本藩細川家の藩医を務めていた。内田はまた、松下政経塾の常務理事を務めており、細川の新党と同塾との深い縁が生まれた。そのほか、ブレーントラスト、知事時代の秘書、後援者などの人材が集まりはじめた。
5月18日には最初の会議が開かれて決定機関として常任政務委員会を設置し、ここで基本政策、党則、選挙対策、党名などを決定していった。「自由社会連合」は仮称であり、改めて政党名を公募し、全国から200を超える党名候補が集まった。細川やプランナーなど5名がその中から選考して平成新党と日本新党の2つに絞った上で、細川の知り合いの外交官の意見により、英語名が国際的に通用すると判断した「日本新党」（Japan New Party）を党名とすることに決まった。5月22日に正式に党を結成して東京都選挙管理委員会に届け出、代表には細川が就任した。6月には東京都港区高輪に本部を設置した。

### 1992年参議院議員選挙
第16回参議院議員通常選挙公示日前日の7月7日、細川は比例順位を立候補者に伝えた。1位の細川に次いで2位に記載されたのはニュースキャスターの小池百合子だった。3位は多数国間投資保証機関長官の寺澤芳男、4位は元新農政研究所長の武田邦太郎、5位は日本新党の政策を立案した組織委員長の松崎哲久、6位はエコノミストの小島慶三、7位は「ニコニコ離婚講座（現・離婚と母子の110番）」の創立者の円より子、8位は元日本青年会議所副会頭の安田公寛、9位はテニス選手の佐藤直子。小池が特段に優遇されたことから、党員の一部から強い不満の声が上がる。佐藤は、小池より自分が下位に置かれたことにショックと怒りを覚え、比例順位が伝えられたその日に出馬を取り止めた。
同年7月26日、参院選が実施される。比例区で3,617,235票 (7.73%) を獲得。擁立した公認候補者17人のうち、順位1～4位の細川・小池・寺澤・武田が当選した。
同年11月、次期衆院選に向けて、国内では初めての候補者公募を行うと発表した。
1993年1月の新潟県白根市長選では日本新党の単独推薦候補者が、自民党と日本社会党両党の推薦候補者を破って当選を果たし、地方でもその人気の高さを示した。なお、同年6月23日には党組織委員長や党総務委員長を務めた実質党ナンバー2の松崎哲久を「党員としての適格に著しく欠ける」という理由で除名するなどのトラブルもあった。
同年4月13日、党は約150名の応募者の中から、弁護士の枝野幸男と出版社社長の三浦和夫の2名を次期衆院選候補者に選んだと発表した。

### 1993年衆議院議員選挙
国会では政治改革関連法案の不成立により政局が動き、宮澤内閣の内閣不信任案が成立、宮澤喜一首相は6月18日に衆議院を解散した（いわゆる嘘つき解散）。6月21日には武村正義らが自民党から離党して新党さきがけを、6月25日には羽田孜らが自民党から離党して新生党を結成した。そんな中、6月27日の1993年東京都議会議員選挙では初めての本格的な地方選に挑み、22人の公認候補者を擁立、20人が当選、推薦を含めて27人と都議会の第3勢力に躍り出た。 
7月3日には新党さきがけと政策合意を締結した。また、両党間の幹部の間では将来の合併が模索され、後に一つの政党になることを発表した。
7月18日の第40回衆議院議員総選挙では細川や小池百合子は参議院から衆議院に転出するなど追加公認を含めて57人を擁立、35人が当選した。公募で選ばれた2人の候補者については、枝野幸男のみが当選した。選挙後の7月19日に新党さきがけと衆院院内会派であるさきがけ日本新党を結成することを発表。52人の第5勢力となった。

### 政権与党時代
1993年7月23日には「政治改革政権」構想を発表、キャスティング・ボートを行使する形で小選挙区比例代表並立制の導入など連立政権参加の条件を非自民勢力と自民党に提示した。両勢力ともに受け入れを表明したが、結局、非自民を掲げて選挙戦を戦った議員の意向や新生党代表幹事であった小沢一郎が細川に首相就任を打診し、細川が受諾したことで非自民勢力と連立政権を組むことになった。こうして8月9日、38年ぶりの政権交代が実現し、政治改革を掲げる細川を首班とする非自民・非共産8党派連立内閣（細川内閣）が発足した。
9月16日には民主改革連合と参院院内会派である日本新党・民主改革連合を結成。11月18日には新生党と参院院内会派である日本・新生・改革連合を結成。さらに1994年2月4日には参院会派「民社党・スポーツ・国民連合」と統一会派である新緑風会を結成し、他党との連携を次々と深めていった。
一方、1994年1月には紆余曲折の末ではあるが政治改革4法が成立した。ただ、政治改革が実現したことによって連立政権は目標を失うと同時に消費税を国民福祉税と衣替えして税率を7％に引き上げようとした「国民福祉税構想」騒動などがおこり、求心力を失っていった。また、小沢と武村の政治路線に関する対立も激しくなっていき、小沢は内閣改造を細川に進言し、細川は武村を更迭しようとするなど、新党さきがけとの関係も険悪化していった。ただ、党内には新党さきがけとの合併路線を維持しようと模索する議員もいた。そんな中、自民党は細川の佐川急便グループからの借入金処理問題を徹底的に追及した。細川は対応に苦慮し、辞意を漏らすようになり、4月8日には正式に首相辞意を表明した。同日、日本新党は新党さきがけとの衆院会派を解消した。
4月20日には離党した親さきがけ系の小沢鋭仁ら3人の議員が院内会派であるグループ青雲を結成した。
4月25日に細川内閣は総辞職した。同日、羽田孜が首班指名を受けた直後、日本新党は新生党、民社党、自由党、改革の会と衆院院内会派である改新を結成した。しかし、これに対して社会党と新党さきがけは反発し、新党さきがけは表向きは閣外協力に転じ、実質的には野党となった。4月28日には羽田孜内閣が発足。閣僚1人を輩出した。
5月20日には離党した親さきがけ系の前原誠司ら4人の議員が院内会派である民主の風を結成した。5月22日には社会民主連合が解散して江田五月と阿部昭吾が日本新党に合流した。5月31日にはグループ青雲と民主の風は新党さきがけに合流した。
6月25日に羽田内閣は総辞職した。6月30日には自民・社会・さきがけによる村山内閣が発足し日本新党は下野した。

### 解党
1994年9月28日には非自民勢力による衆院会派である改革が結成されたが、海江田万里ら4人の議員は参加せず、院内会派である民主新党クラブを結成した。そして10月30日に日本新党は第一回党大会を東京プリンスホテルで開催し、小選挙区制導入にともなう二大政党政治の実現に向けて、「新・新党」に参加するため解党を決定した。結局、この第一回党大会が解党大会となった。
12月9日に日本新党は解党し、12月10日に新進党が結成された。

## 役職

### 歴代の代表・常任幹事会代表（党首）
| 代 | 代表 | 代表     | 在任期間                    |
| -- | ---- | -------- | --------------------------- |
| 1  |      | 細川護熙 | 1992年5月22日 1994年12月9日 |

- は任期中首相に就任した者。
- は日本新党が政権獲得した時点での代表。
- は日本新党が政権を失った時点での代表。

### 歴代の常任幹事会・執行部役員表
| 日本新党執行部会 （1992 - 1993）   | 日本新党執行部会 （1992 - 1993） | 日本新党執行部会 （1992 - 1993） | 日本新党執行部会 （1992 - 1993） | 日本新党執行部会 （1992 - 1993） | 日本新党執行部会 （1992 - 1993） | 日本新党執行部会 （1992 - 1993） |
| 代表                               | 代表代行                         | —                                | 政策委員会 責任者                | —                                | —                                |                                  |
| ---------------------------------- | -------------------------------- | -------------------------------- | -------------------------------- | -------------------------------- | -------------------------------- | -------------------------------- |
| 細川護熙                           | 武田邦太郎                       | —                                | 中島章夫                         | —                                | —                                |                                  |
| 日本新党常任幹事会 （1993 - 1994） |                                  |                                  |                                  |                                  |                                  |                                  |
| 代表                               | 副代表                           | 代表幹事                         | 政策委員長                       | 立法調整委員長                   | 参議院議員総会長                 |                                  |
| 細川護熙                           | —                                | 荒井聰                           | 小沢鋭仁                         | 山田宏                           | 寺澤芳男                         |                                  |
| 細川護熙                           | —                                | 松岡満寿男                       | 今井宏                           | 木幡弘道                         | 寺澤芳男                         |                                  |
| 細川護熙                           | 江田五月 小池百合子              | 松岡満寿男                       | 今井宏                           | 木幡弘道                         | 寺澤芳男                         |                                  |

### 閣僚経験者等
（）内は就任前の党役職
細川内閣
- 国務大臣

内閣総理大臣　　：細川護熙（常任幹事会代表）
- 政務次官

総務政務次官　　：小池百合子（常任幹事会副代表幹事）
羽田内閣
- 国務大臣

経済企画庁長官　：寺澤芳男（参議院議員総会長）
- 政務次官

法務政務次官　　：牧野聖修
農林水産政務次官：木幡弘道（立法調整委員長）
郵政政務次官　　：永井英慈
総務政務次官　　：石井紘基
環境政務次官　　：鴨下一郎

## 党勢の推移
| 選挙         | 当選/候補者 | 定数 | 備考                             |
| ------------ | ----------- | ---- | -------------------------------- |
| （結党時）   | 0/-         | 512  |                                  |
| 第40回総選挙 | 35/57       | 511  | 追加公認+3（さきがけと統一会派） |

### 参議院
| 選挙           | 当選/候補者 | 非改選 | 定数 | 備考 |
| -------------- | ----------- | ------ | ---- | ---- |
| （結党時）     | 0/-         | 0      | 252  |      |
| 第16回通常選挙 | 4/16        | 0      | 252  |      |

（参考文献：石川真澄（一部山口二郎による加筆）『戦後政治史』2004年8月、岩波書店・岩波新書、ISBN 4-00-430904-2）
- 当選者に追加公認は含まず。追加公認には会派に加わった無所属を含む。
- 『戦後政治史』にない追加公認は2 国会議員会派別議員数の推移（召集日ベース）（衆議院、1990年～1999年）、(2) 参議院（1990年～1999年）にある、選挙直後の国会召集日の会派所属者数から判断した。

## 日本新党議員一覧

### 衆議院議員
| 第40回衆議院議員総選挙時（35名+追加公認3名） | 第40回衆議院議員総選挙時（35名+追加公認3名） | 第40回衆議院議員総選挙時（35名+追加公認3名） | 第40回衆議院議員総選挙時（35名+追加公認3名） |
| -------------------------------------------- | -------------------------------------------- | -------------------------------------------- | -------------------------------------------- |
| 荒井聰（北海道1区）                          | 遠藤利明（山形1区）                          | 木幡弘道（福島3区）                          | 茂木敏充（栃木2区）                          |
| 今井宏（埼玉1区）                            | 五十嵐文彦（埼玉2区）                        | 武山百合子（埼玉4区）                        | 枝野幸男（埼玉5区）                          |
| 海江田万里（東京1区）                        | 石井紘基（東京3区）                          | 山田宏（東京4区）                            | 鮫島宗明（東京5区）                          |
| 渡辺浩一郎（東京7区）                        | 鴨下一郎（東京10区）                         | 伊藤達也（東京11区）                         | 野田佳彦（千葉1区）                          |
| 須藤浩（千葉2区）                            | 長浜博行（千葉4区）                          | 中田宏（神奈川1区）                          | 永井英慈（神奈川2区）                        |
| 中島章夫（神奈川3区）                        | 小泉晨一（神奈川5区）                        | 小沢鋭仁（山梨全県区）                       | 牧野聖修（静岡1区）                          |
| 河村たかし（愛知1区）                        | 近藤豊（愛知5区）                            | 前原誠司（京都1区）                          | 藤村修（大阪3区）                            |
| 山本孝史（大阪4区）                          | 樽床伸二（大阪7区）                          | 高見裕一（兵庫1区）                          | 小池百合子（兵庫2区）                        |
| 松岡満寿男（山口2区）                        | 中村時広（愛媛1区）                          | 山崎広太郎（福岡1区）                        | 初村謙一郎（長崎1区）                        |
| 細川護熙（熊本1区）                          | 矢上雅義（熊本2区）                          |                                              |                                              |
| 移籍議員（2名）                              |                                              |                                              |                                              |
| 〇社会民主連合から合流                       |                                              |                                              |                                              |
| 阿部昭吾（山形2区）                          | 江田五月（岡山1区）                          |                                              |                                              |

1. 1 2 3 4  1994年7月に離党して院内会派「民主の風」を結成後、新党さきがけに合流。
2. 1 2 3  無所属で当選後、追加公認を受けた。
3. 1 2 3 4  衆院統一会派「改革」には参加せず、1994年9月に民主新党クラブを結成。
4. 1 2 3  1994年4月に離党して院内会派「グループ青雲」を結成後、新党さきがけに合流。
5. ↑  所得税法・政治資金規正法違反容疑の引責で離党、その後有罪判決を受けたため、1995年9月18日付で議員辞職。

### 参議院議員
| 第16回参議院議員通常選挙当選時（4名）                                      | 第16回参議院議員通常選挙当選時（4名） | 第16回参議院議員通常選挙当選時（4名） | 第16回参議院議員通常選挙当選時（4名） |
| -------------------------------------------------------------------------- | ------------------------------------- | ------------------------------------- | ------------------------------------- |
| 細川護煕（比例区）                                                         | 小池百合子（比例区）                  | 寺沢芳男（比例区）                    | 武田邦太郎（比例区）                  |
| 繰上当選（2名）※細川・小池が第40回衆議院議員総選挙立候補で参議院議員を退職 |                                       |                                       |                                       |
| 円より子（比例区）                                                         | 小島慶三（比例区）                    |                                       |                                       |